# Adolf von Gerhardt
Adolph (Adolf) Franz Anton von Gerhardt (* 5. August 1803 in Flatow; † 18. März 1879 in Magdeburg) war ein preußischer Verwaltungsjurist.
Seine Eltern waren der 1787 in den preußischen Adelsstand nobilitierte Karl von Gerhardt und Adelheid von Wobeser, Tochter des Landrats Jakob von Wobeser-Flatow und der Elisabeth von Rexin-Schojew. Er war Landrat im Kreis Konitz (1838–1849) und Polizeipräsident von Magdeburg (1851–1878). Im Jahr 1851 wurde er Mitglied der Freimaurerloge Ferdinand zur Glückseligkeit in Magdeburg.
Seine Gattin war eine der Töchter des Friedrich Benjamin Osiander, Tullia Luise Osiander (* 30. Juni 1795), mit der er vier Kinder hatte, unter anderem Luise Johanna Pauline, verheiratete von Bothmer.